# Lac Pomme de Terre
Pour les articles homonymes, voir Pomme de terre (homonymie).
Le lac Pomme de Terre (Pomme de Terre Lake) est situé dans l'État du Missouri aux États-Unis. Il se situe au confluent de la rivière Pomme de Terre et de la Lindley Creek.

## Géographie
Dans le comté de Hickory, le corps du génie de l'armée des États-Unis construisit un barrage (entre 1957 et 1961), d'une longueur de 2 207 mètres et de 47 mètres de haut, qui a formé le lac Pomme de Terre. Les flots de la rivière Pomme de Terre se jetant dans la rivière Osage par l'intermédiaire du lac Pomme de Terre formant un très grand réservoir par les eaux retenues par ce barrage.
La superficie du lac Pomme de Terre est de 32 km² à son niveau le plus bas et de 65 km² pour son niveau le plus haut. La longueur de sa rive varie un peu, selon son niveau d'eau, autour de 182 km. 
Son altitude est de 256 mètres.
L'étendue du lac Pomme de Terre s'étend au-delà du comté de Hickory sur le comté de Polk et se situe à quelques dizaines de kilomètres au nord de la ville de Springfield (Missouri).

## Tourisme
Le lac dispose de près de 650 emplacements de camping répartis autour de celui-ci.
Tous les 4 juillet, jour de la fête nationale américaine, un feu d'artifice est tiré des rives du lac par la chambre du commerce des comtés de Hickory et de Polk.